# 리엘바르데
리엘바르데(라트비아어: Lielvārde)는 라트비아 중부에 위치한 도시로 리엘바르데 시의 행정 중심지이며 면적은 10km2, 인구는 6,708명, 인구 밀도는 671명/km2이다. 다우가바강 우안과 접하며 리가에서 남동쪽으로 52km 정도 떨어진 곳에 위치한다.
1201년 문헌에 처음 등장했으며 13세기 독일 기사단이 세운 요새와 시가지가 남아 있다.

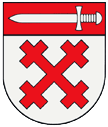
시 문장